# Closest Thing to Heaven
Closest Thing to Heaven è un singolo del gruppo musicale britannico Tears for Fears, pubblicato nel 2005 ed estratto dal loro sesto album in studio Everybody Loves a Happy Ending.

## Tracce
- CD

1. Closest Thing to Heaven (UK Radio Mix) - 3:22
2. Closest Thing to Heaven (Solasso Dub) - 5:33

## Video
Il videoclip della canzone è stato diretto da Michael Palmieri e vede la partecipazione dell'attrice Brittany Murphy.